# Saison 6 de The Crown
Chronologie
Saison 5
Cet article présente la sixième saison de la série télévisée The Crown. Elle a été mise en ligne sur Netflix le 16 novembre et le 14 décembre 2023.

## Synopsis de la saison
La sixième saison se déroule de 1997 à 2005, pendant le mandat de Tony Blair. Les événements qu'elle inclut sont la mort de Diana, le Jubilé d'or d'Élisabeth II, la mort de la princesse Margaret et celle de la reine-mère Elizabeth, les débuts de la relation entre le prince William et Kate Middleton, et le mariage du prince Charles et de Camilla Parker Bowles.

## Distribution

### Acteurs principaux
- Imelda Staunton (VF : Catherine Davenier) : Élisabeth II[1]
- Jonathan Pryce (VF : Jean-Luc Kayser) : Philip Mountbatten[2]
- Lesley Manville (VF : Annie Le Youdec) : Margaret du Royaume-Uni[3]
- Dominic West (VF : Christian Gonon) : Prince Charles[4]
- Olivia Williams (VF : Marie Giraudon) : Camilla Parker Bowles[5]
- Claudia Harrison (VF : Pamela Ravassard) : Anne du Royaume-Uni
- Bertie Carvel : Tony Blair
- Marcia Warren (VF : Françoise Pavy) : Elizabeth Bowes-Lyon[6]
- Salim Daw : Mohamed Al-Fayed
- Khalid Abdalla : Dodi Al-Fayed
- Elizabeth Debicki : Diana Spencer
- Ed McVey : William de Galles
- Luther Ford : Harry de Sussex
- Meg Bellamy : Catherine Middleton

### Acteurs récurrents
- Rufus Kampa : William jeune
- Fflyn Edwards : Harry jeune
- Ben Lloyd-Hughes : Mark Bolland
- Alex Blake : Stephen Lamport
- Lee Otway : Kez Wingfield
- Harry Anton : Trevor Rees-Jones
- Paul Gorostidi : Philippe Dourneau
- Hanna Alström : Heini Wathén
- Lydia Leonard : Cherie Blair
- Andrew Havill : Robert Fellowes
- Jamie Parker : Robin Janvrin
- Theo Fraser Steel : Timothy Laurence
- James Murray : Andrew d'York
- Sebastien Blunt : Edward d'Édimbourg
- Adam Damerell : Alastair Campbell
- Charlotte Melia : Anji Hunter
- Blake Ritson : Andrew Gailey
- Tim Dutton : Michael Middleton
- Daniel Burt : James Middleton
- Martin Turner : David Ogilvy

### Invités
- Olivia Colman : Élisabeth II adulte
- Claire Foy : Élisabeth II jeune
- Erin Richards : Kelly Fisher
- Enzo Cilenti : Mario Brenna
- Kate Cook : Susie Orbach
- Philip Cumbus : Charles Spencer
- Justine Mitchell : Sarah McCorquodale
- Annette Flynn : Jane Fellowes
- Eric Colvin : Michael Jay
- Christophe Guybet : Jean-Pierre Chevènement
- Laurent Lucas : Jacques Chirac
- Richard Rycroft : George Carey
- Polly Frame : Sally Morgan
- Thomas Nelstrop : Jonathan Powell
- Tim Bentinck : Henry Herbert
- Hamish Riddle : Peter Townsend
- Imogen Stubbs : Anne Tennant
- Jonathan Hyde : Edward Fitzalan-Howard
- Richard Heap : Rowan Williams
- Julian Wadham : David Stancliffe
- Lizzie Hopley : Angela Kelly
- Emma Laird Craig : Sarah Ferguson

## Production

### Tournage
La saison a été tournée au Royaume-Uni et en Espagne. 

## Listes des épisodes[7]
1. Persona Non Grata
2. Deux photographies (Two Photographs)
3. Dis-moi oui (Dis-Moi Oui)
4. Onde de choc (Aftermath)
5. Un engouement fanatique (Willsmania)
6. Hors du temps (Ruritania)
7. Alma Mater
8. Ritz
9. L'Adresse de l'espoir (Hope Street)
10. Sleep, Dearie Sleep